# Houghton, Cumbria
Houghton är en by i Cumbria i England. Byn ligger 3,6 km från Carlisle. Orten har 1 241 invånare (2015).